# Coelichneumon pumilionobilis
Coelichneumon pumilionobilis là một loài tò vò trong họ Ichneumonidae.